# Atossa
Atossa, Hutaosa - z języka staroperskiego Hūtos (550-475 p.n.e.) – królowa perska jako żona Dariusza I. Była córką Cyrusa II Wielkiego, przyrodnią siostrą Kambyzesa II i uzurpatora Bardiji. 
Jej brat Kambyzes chciał ją poślubić, ale wtedy w Persji związki takie nie były już legalne i jego doradcy odradzili mu to małżeństwo. Ostatecznie w 522 p.n.e. Atossa poślubiła Dariusza. Jedynym dzieckiem tej pary był syn - Kserkses I. Atossa zachorowała na raka piersi, którego usunął Demokedes. Zdaniem Herodota - żyła nadal, kiedy koronowano Kserksesa.
Atossa jest także bohaterką tragedii Ajschylosa zatytułowanej Persowie.